# The Sims Historie: Ze świata zwierząt
The Sims Historie: Ze świata zwierząt (ang. The Sims: Pet Stories) – druga część z trzech części pobocznego cyklu gier The Sims – The Sims Historie. Gra wykorzystuje silnik The Sims 2 i kilka elementów z jej dodatków. Gra została wydana w Polsce 22 czerwca 2007 roku przez Electronic Arts.

## Rozgrywka
Tak jak poprzednie części cyklu The Sims Historie, gra zawiera dwa tryby rozgrywki – fabularny oraz swobodny. Gra została zaprojektowana z myślą o komputerach przenośnych.

### Tryb fabularny
W grze, tak samo jak w poprzednim tytule spin-offowej serii, jest możliwość rozegrania dwóch trybów opowieści. W grze dostajemy specjalne zadania do wykonania. W miarę postępów w zabawie odblokowujemy nagrody, które możemy następnie umieścić w swoim domu. Po ukończeniu wszystkich zadań gra zmienia się w zwykłą rozgrywkę swobodną

#### Historia Alicji
Pierwsza historia opowiada losy Alicji Gwizdek. Alicja jest artystką mieszkającą w Ogrodowym Pagórku. Ma dalmatyńczyka – Ciapka. Odziedziczyła ona dom po swoich dziadkach. Pewnego dnia przychodzi do niej Diana Skuwka i informuje, że jeśli Alicja nie spłaci długu grozi jej utrata domu. Alicja by temu zapobiec zapisuje Ciapka na psie zawody, których wygraną jest spora ilość pieniędzy. Podczas rozgrywki mamy za zadanie wytresować psa Alicji i przygotować go do zawodów.

#### Historia Stefana
Drugim bohaterem jest Stefan Swojak. Stefan jest kucharzem mieszkającym na przedmieściu Łagodnych Równin. Rozgrywka rozpoczyna się od ślubu jego kuzynki, która chwilę później wyjeżdża na miesiąc miodowy. Stefan dostaje pod opiekę jej kotkę Pusię. Kot jest bardzo nieposłuszny przez co poukładane życie głównego bohatera zmienia się nie do poznania, co dodatkowo utrudnia mu wykonanie zadania jakim jest przygotowanie poważnej gali.

### Tryb swobodny
Tryb klasyczny przypomina znany z tradycyjnej odmiany gier The Sims swobodną, nieregulowaną fabularnymi zadaniami, rozgrywkę. Możemy stworzyć własnych simów oraz ich zwierzęta i dom, a następnie samemu decydować o tym, w jaki sposób poradzą sobie w życiu. Do trybu swobodnego w grze istnieje trzecie otoczenie – Lesista Dolina, która jest przeznaczona stricte do rozgrywki swobodnej i nie ma w niej specjalnego scenariusza do odegrania tak jak to jest w przypadku Ogrodowego Pagórka i Łagodnych równin.